# Rogelio Cabrera López
Rogelio Cabrera López, né le 24 janvier 1951 à Santa Catarina, dans l'État de Guanajuato au Mexique, est un évêque mexicain, archevêque de Monterrey depuis 2012.

## Biographie
Rogelio Cabrera López effectue ses études secondaires puis suit le cycle de philosophie et le début du cycle de théologie au petit séminaire puis au séminaire de  Querétaro jusqu'en 1969 puis il poursuit ses études en vue de la prêtrise à Rome où il obtient sa licence de théologie à l'université pontificale grégorienne puis une licence en écritures saintes en 1978.
Il est ordonné prêtre le 17 novembre 1978 pour le diocèse de Querétaro.
Il exerce dans le diocèse différents ministères en paroisse, au sein des services diocésains ou au séminaire jusqu'à devenir vicaire épiscopal et recteur du séminaire en 1992. 
Le 29 avril 1996, Jean-Paul II le nomme évêque de Tacámbaro dans l'état de Michoacán. Il reçoit l'ordination épiscopale le 30 mai suivant des mains de Girolamo Prigione, alors nonce apostolique au Mexique (en). 
Le 16 juillet 2001, il est transféré sur le siège épiscopal de Tapachula dans le Chiapas puis le 11 septembre 2004 à Tuxtla Gutiérrez, capitale du Chipas. Le 25 novembre 2006, Benoît XVI élève le diocèse au rang d'archidiocèse métropolitain et Mgr Cabrera López en devient le premier archevêque.
Le 3 octobre 2012, il est nommé archevêque de Monterrey dans le Nuevo León ou il succède au cardinal Francisco Robles Ortega nommé à Guadalajara.

## Succession apostolique
Rogelio Cabrera López a ordonné les évêques suivants :
- Évêque José Luis Mendoza Corzo (es) (2007)
- Évêque Juan Armando Pérez Talamantes (de) (2014)
- Évêque Alfonso Gerardo Miranda Guardiola (de) (2014)
- Évêque Heriberto Cavazos Pérez (de) (2017)
- Évêque Oscar Efraín Tamez Villareal (de) (2017)
- Évêque Roberto Yenny García (de) (2017)
- Évêque César Garza Miranda (de), O.F.M. (2020)
- Évêque Juan Carlos Arcq Guzmán (de) (2020)
- Évêque José Manuel Garza Madero (de) (2020)
- Évêque César Alfonso Ortega Díaz (de) (2022)
- Évêque Carlos Alberto Santos García (es) (2023)